# Собор Покрова Пресвятой Богородицы и Андрея Первозванного (Мюнхен)
Собор Покрова Пресвятой Богородицы и святого Андрея Первозванного (укр. Собор Покрови Пресвятої Богородиці та святого Андрія Первозваного) — кафедральный собор Апостольского экзархата Германии и Скандинавии УГКЦ. Расположен в Мюнхене.

## Описание
Кафедральный собор, который одновременно является приходским храмом для верующих УГКЦ, проживающих в городе Мюнхен и его окрестностях. Построен в 1970-х годах прошлого века в авангардном стиле конструктивизма, отличается своей неординарностью.
Храмовый комплекс является правильным четырёхугольником, что подчеркивает характерный стиль геометризма, строгость с четкостью форм и монолитностью здания. Алтарная часть формирует тройную апсиду, которая согласно правилам как и весь храмовый комплекс ориентированы на восток. Слева и справа от центрального входа в храм размещены барельефы, посвященные святому равноапостольному князю Владимиру и святой равноапостольной княгине Ольге, которые почитаются украинским народом. Притвор церкви — небольшой по размеру, в нём размещена памятная таблица с текстом информации об учреждении храма.
Несмотря на строгий лаконизм внешнего вида, храм отличается богатым внутренним убранством, величием и красотой, большим внутренним пространством. Стены религиозного сооружения украшают фрески и росписи иконописца Святослава Гордынского. Интерьер храма дополняют витражи, которые создают сакральную атмосферу святости и благодаря богатому спектру цветов и игре солнечного света — ощущение приподнятости и благоговения.
Особым местом является алтарная часть или святилище, которая поражает своим великолепием и красотой. Искусно украшенная мозаикой с образом Покрова Пресвятой Богородицы в центральной апсиде, напоминает нам о преемственности передачи веры и преемственность современной Украинской грекокатолической церкви с Владимировым Крещением Руси-Украины в единстве с апостольским престолом в Риме.